# تجزیه‌طلبی در چین

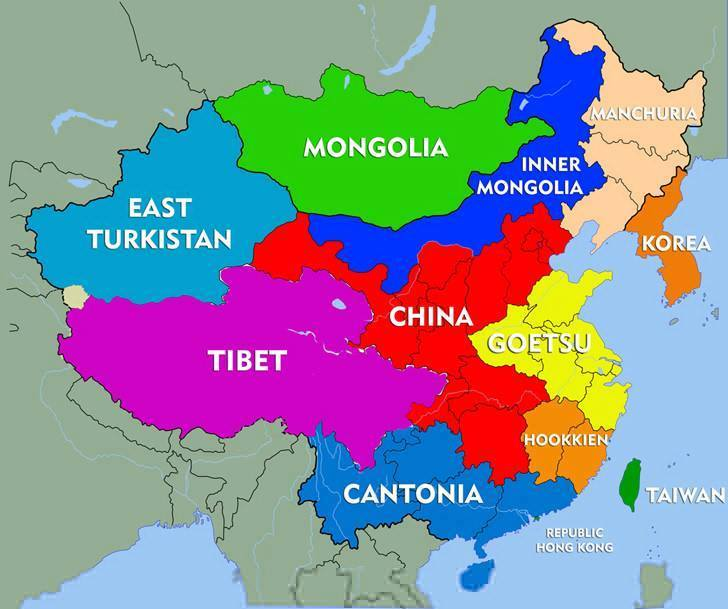
تجزیه طلبی در چین

تجزیه‌طلبی در چین (به انگلیسی: Secession in China) به جدایی چین و تایوان و همچنین جنبش‌های تجزیه طلب و جدایی طلب مناطق خودمختار چین شامل سین کیانگ (ترکستان شرقی)، مغولستان داخلی و تبت و همین‌طور هنگ کنگ و ماکائو و برخی از گروه‌های تجزیه طلب در جنوب و شرق چین گفته می‌شود.

## مخالفان چین واحد

### تبت
جنبش استقلال تبت (انگلیسی: Tibetan independence movement) یک حرکت برای استقلال تبت و جدایی سیاسی تبت از چین می‌باشد. این حرکت به‌طور عمده سبب پراکنش تبتی‌ها به کشورهای هند و آمریکا و حضور افراد مشهور تبتی در آمریکا و اروپا شد. این جنبش توسط دالایی لامای چهاردهم حمایت نشد هر چند حمایت‌هایی از جانب او طی سال‌های ۱۹۶۱ تا اواخر دهه ۱۹۷۰ صورت گرفت و نوعی از سطح بالای استقلال در سخنرانی سال ۱۹۸۸ در استراسبورگ پیشنهاد شد و پس از این موقعیت او و خودمختاری مردم تبتی در منطقه خودمختار تبت محدود شد. او خواستار گسترش ناحیه خودمختار به سمت مناطقی از ایالات چینی همسایه که ساکنان تبتی نیز داشت (تبت بزرگ)، شد. اغلب منطقه خودمختار تبت (با وسعت ۱٬۲۲۸٬۴۰۰ کیلومتر مربع) با تبت بزرگ (با وسعت حدود ۲٬۴۰۰٬۰۰۰ کیلومتر مربع) اشتباه می‌شود.

### ترکستان شرقی (سین کیانگ)
جنبش استقلال ترکستان شرقی (به انگلیسی: ETIM or East Turkestan Independence Movement) تعبیر جامعی است که به طرفداران استقلال ترکستان شرقی در ناحیه‌ای که امروزه ناحیه خودمختار سین کیانگ چین نامیده می‌شود، اشاره دارد.

### هنگ کنگ
استقلال هنگ کنگ (انگلیسی: Hong Kong independence) حرکت طرفداران هنگ کنگ برای تبدیل شدن به یک منطقه مقتدر مستقل است. هنگ کنگ منطقه ویژه اداری (چین) که درجه خودمختاری بالایی از چین دارد. از زمان انتقال حاکمیت هنگ کنگ از بریتانیا به چین در سال ۱۹۹۷ بسیاری از هنگ کنگی‌ها به‌طور فزاینده دربارهٔ دست اندازی‌های رو به رشد پکن به آزادی‌های سرزمینی و شکست دولت هنگ کنگ در رسیدن به دموکراسی واقعی اظهار نگرانی کرده‌اند.

### تایوان
جنبش استقلال تایوان (انگلیسی: Taiwan independence movement) یک حرکت سیاسی است که اهدافش برای استقلال برخاسته از قانون بین‌المللی در رابطه با قرارداد ۱۹۵۲ سان فرانسیسکو است. آن‌ها معتقدند وقتی که ژاپن تمام حقوق جزیره تایوان و جزایر پنگ هو را نقض کرده است و جانشین دولت را مشخص نکرده است، در نتیجه حق حاکمیت این دو منطقه باید یک روز توسط خود مردم تایوانی (Taiwanese people) از طریق تعیین سرنوشت، مشخص شود.

## تقسیمات اداری چین
به دلیل جمعیت و گستردگی زیاد چین، تقسیمات اداری (انگلیسی: Administrative divisions of China) این کشور از گذشته پیچیده و دارای سطوح مختلف بوده است. طبق قانون اساسی چین، سه سطح تقسیمات اداری به صورت دوژور وجود دارد، اما چین به صورت دفاکتو پنج سطح تقسیمات اداری دارد.

## نگارخانه

پرچم رسمی تبت تا ۱۹۵۱، در حال حاضر به‌طور معمول به عنوان پرچم تبت آزاد استفاده می‌شود
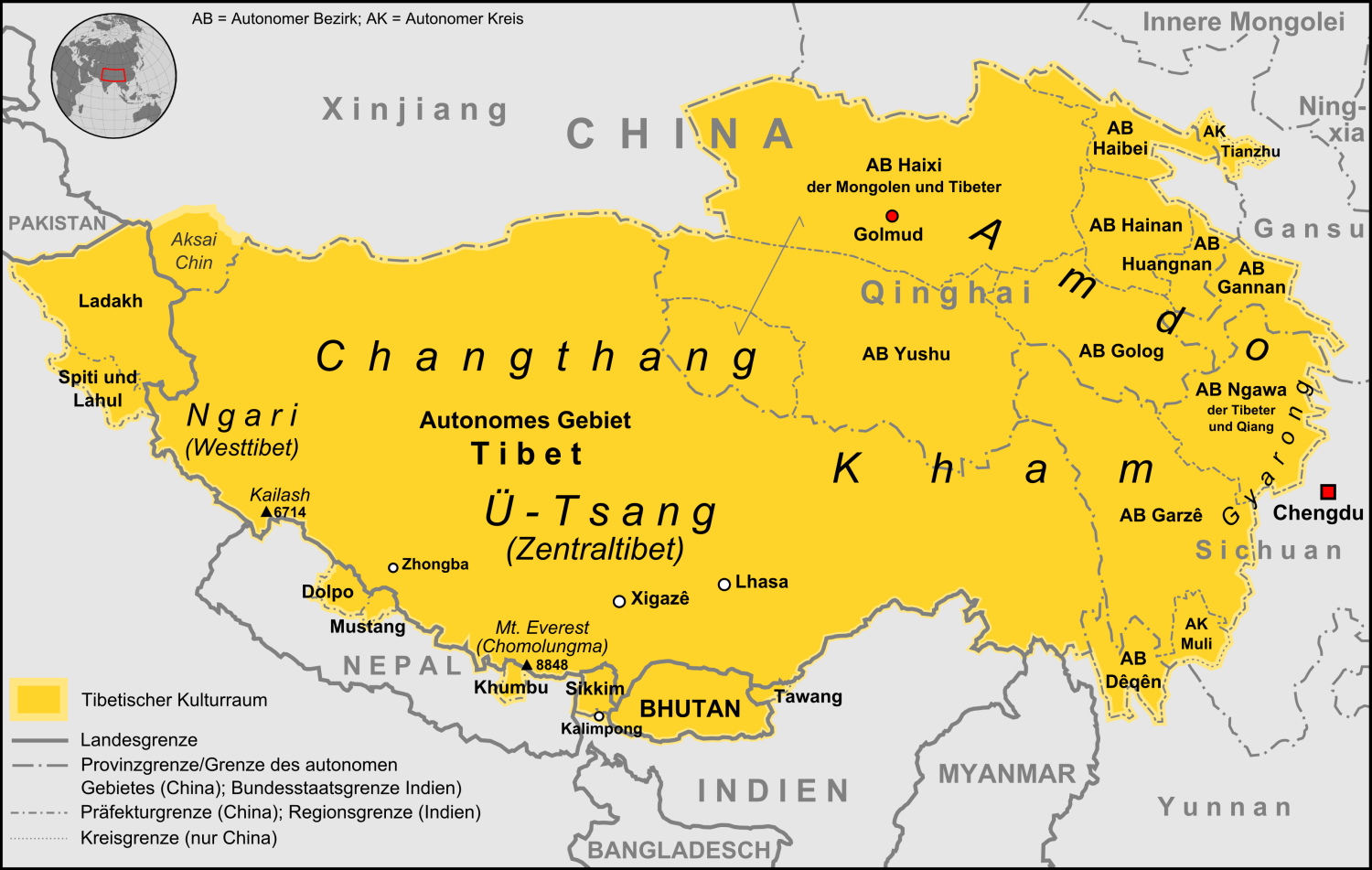
گستره فرهنگی تبت.
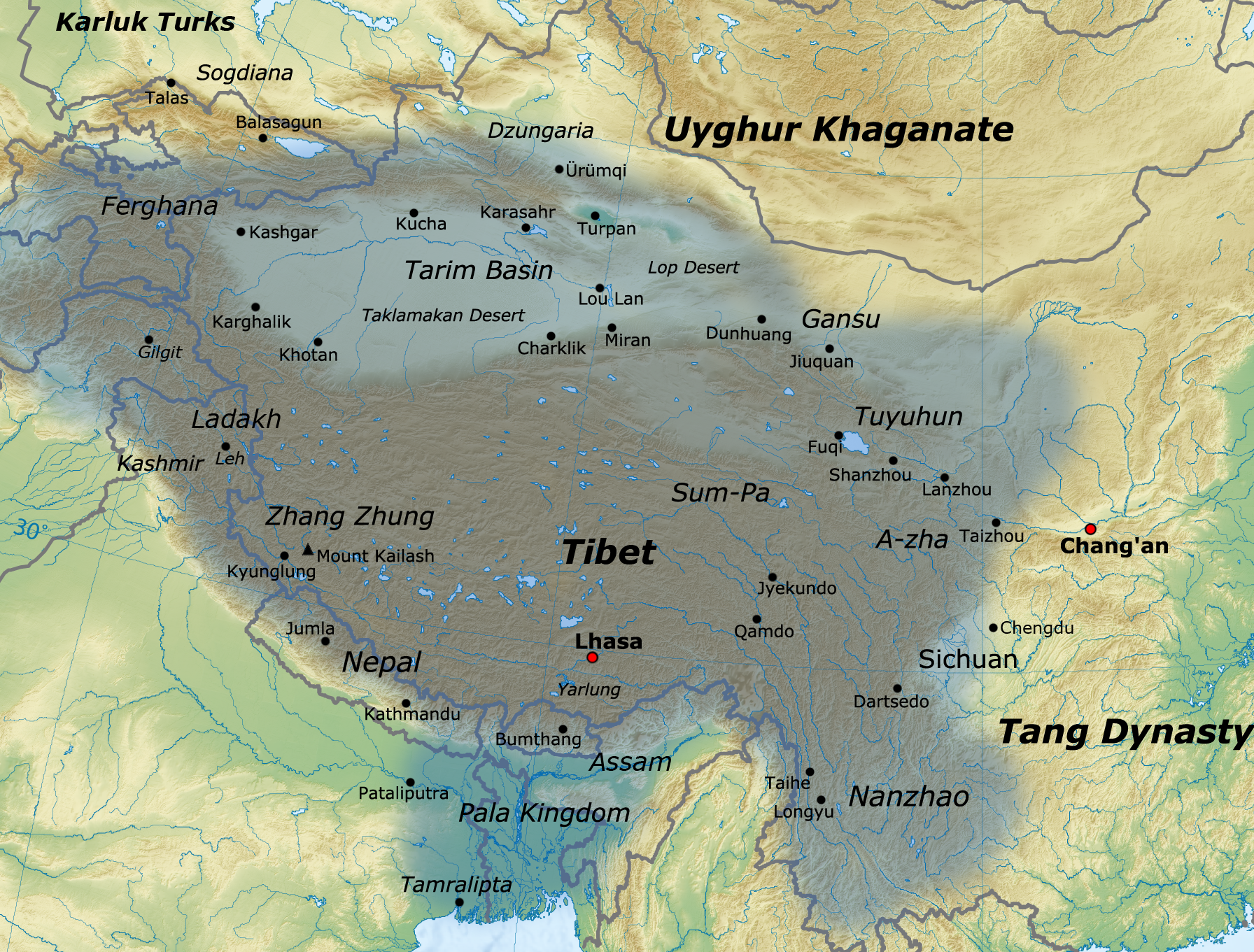
نقشه امپراتوری تبت در بزرگ‌ترین حد گستردگی اش در بین سال‌های ۷۸۰ تا ۷۹۰ میلادی
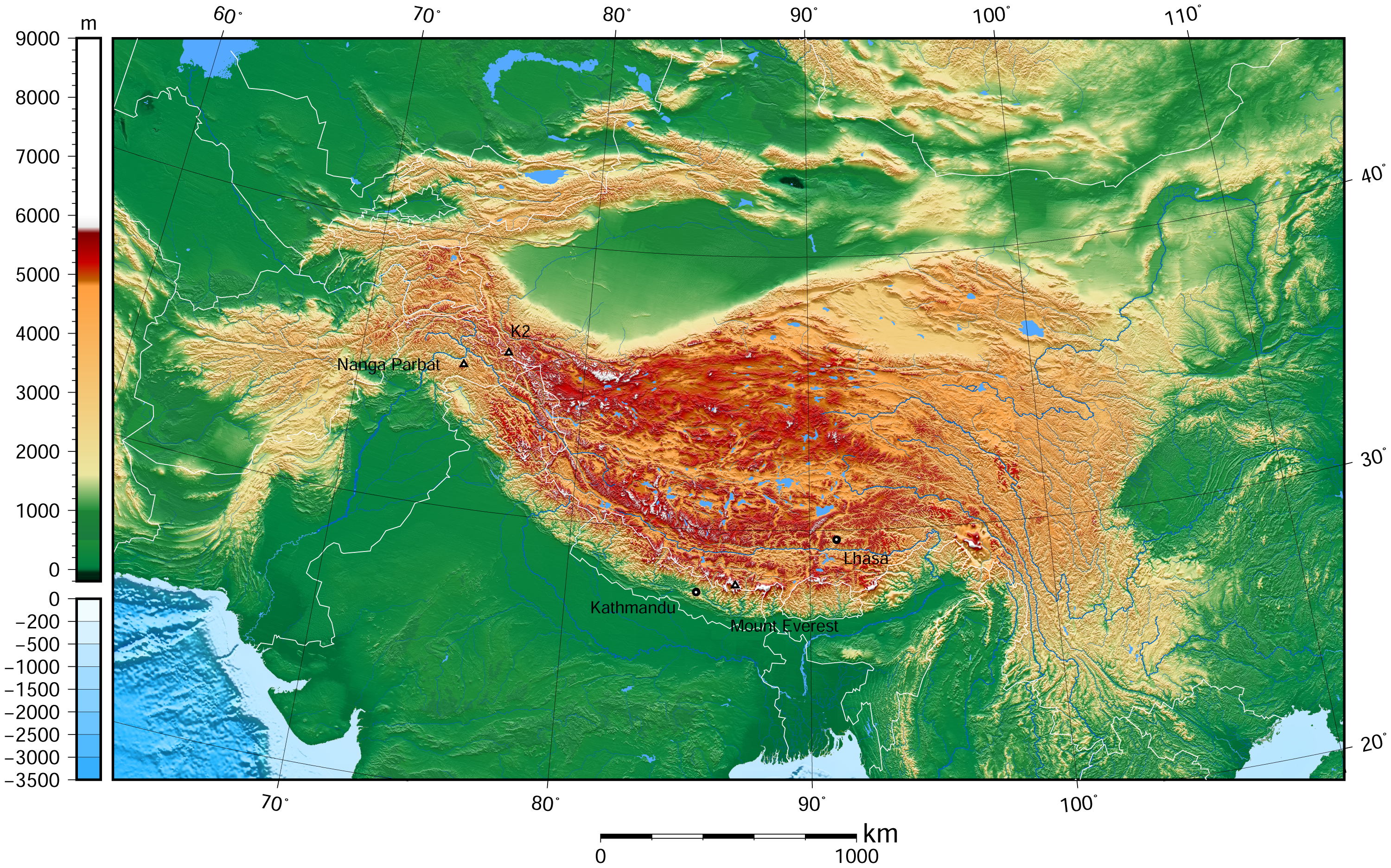
فلات تبت و نواحی اطرافش از فضای ۱۶۰۰ متری بالای آن – توپوگرافی
This flag (Kök Bayraq) has become a symbol of the East Turkestan independence movement.
This emblem is used alongside the flag above.